# Cinemaware
Cinemaware是美国电子游戏开发商、发行商，于1985年成立，开发了《王冠守护者》以及《流沙斗士》、《铁翼雄风》等电影改编游戏，1991年关闭。
2000年，此遊戲公司的商標和版權被另一人買下，重新建立了 CinemaWare, Inc 公司，並製作經典遊戲的數字重製版。 2005年，公司被 eGames 收購。2016年，瑞典遊戲開發商 Starbreeze 收購了本公司的所有智慧財產權。